# Carelianismo

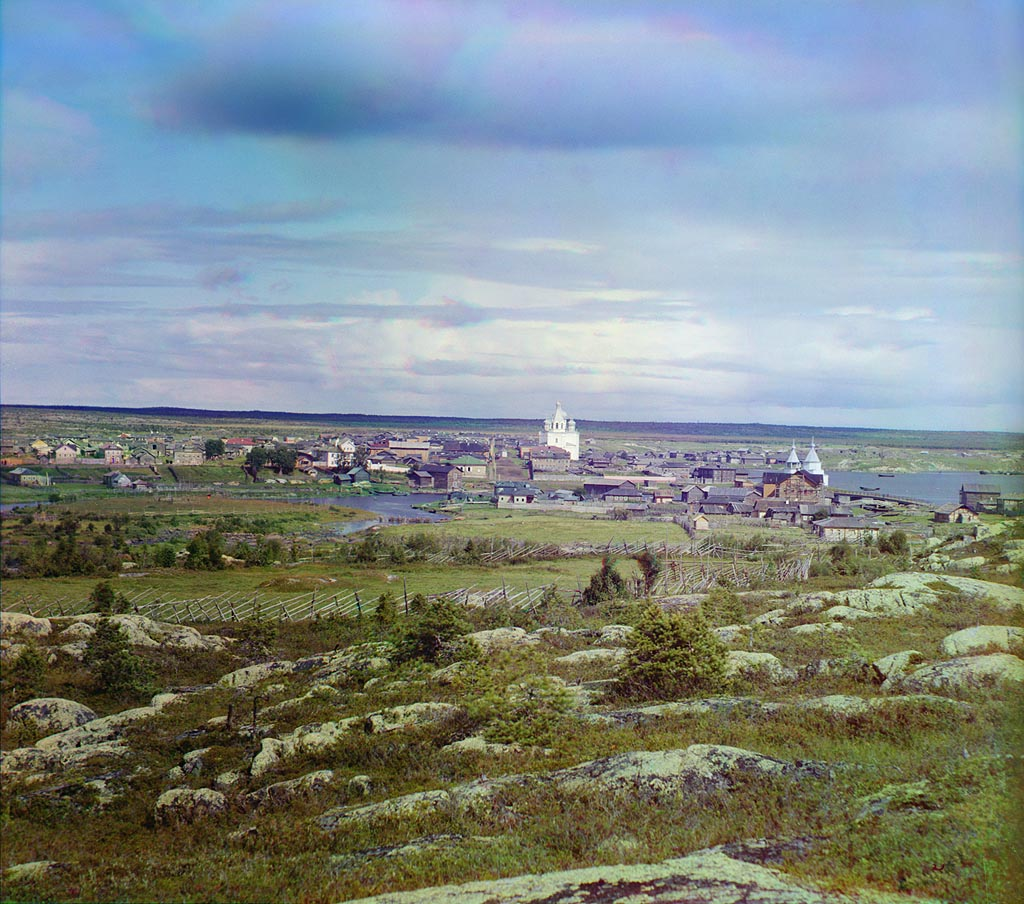
Vista de la ciudad antigua de Kem, en Carelia, 1911

El Carelianismo o Karelianismo fue un movimiento cultural de finales del siglo XIX que tuvo lugar en el Gran Ducado de Finlandia e involucró a escritores, pintores, poetas y escultores. Desde la publicación del poema nacional épico finés Kalevala en 1835, recopilado del folclore careliano, los círculos culturales en Finlandia fueron interesándose progresivamente por la herencia y los paisajes de dicha región. Al final del siglo XIX el Carelianismo se había convertido en una influencia de gran relevancia en las obras artísticas y literarias finlandesas. En dicho movimiento, Carelia era vista como una especie de refugio para la esencia de «lo finlandés», que había mantenido su autenticidad con el transcurso de los siglos. El fenómeno puede ser interpretado como una versión finlandesa del nacionalismo romántico europeo.
Los pintores Akseli Gallen-Kallela y Louis Sparre son mencionados habitualmente como fundadores del movimiento. Enseguida se les unieron el escultor Emil Wikström, los escritores Juhani Aho, Eino Leino e Ilmari Kianto, los compositores Jean Sibelius y P.J. Hannikainen, los arquitectos Yrjö Blomstedt y Victor Sucksdorff, entre otros muchos.
Más tarde, durante la II Guerra Mundial, algunas de las ideas del Carelianismo fueron tomadas por los movimientos ultranacionalistas que aspiraban a crear la Gran Finlandia, un Estado que englobase a la totalidad de los pueblos con raíces finlandesas.

## Véase también

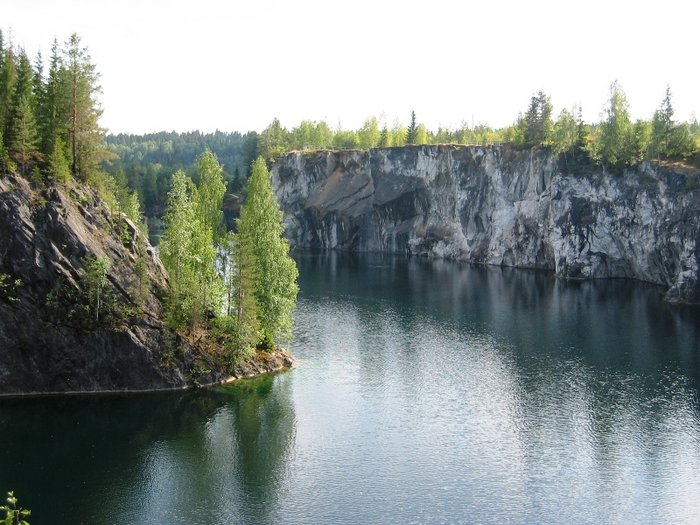
Parque Ruskeala, cerca de Sortavala
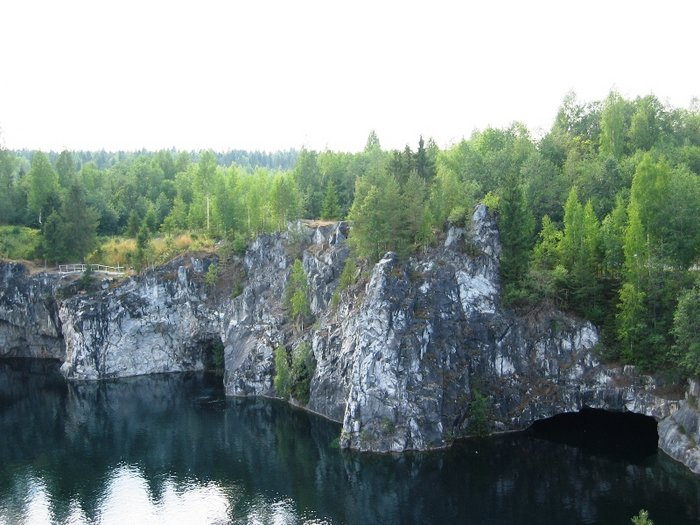
Parque Ruskeala
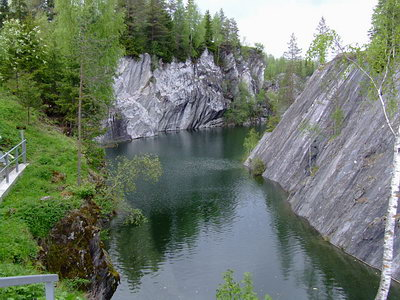
Lago de Mármol, Ruskeala
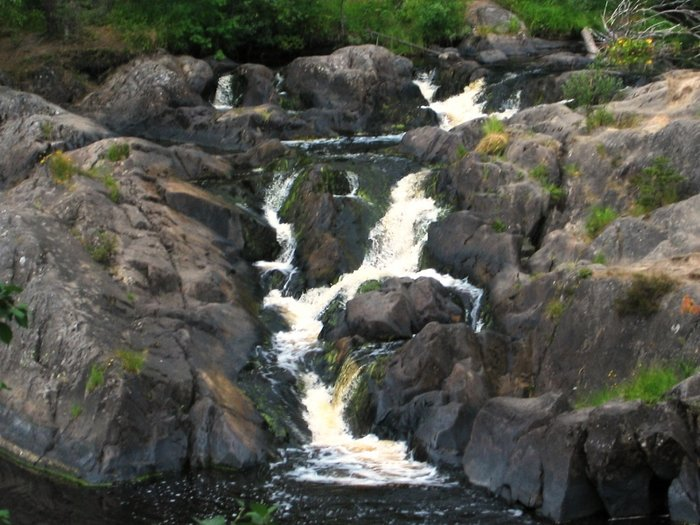
Catarata de Ruskeala